# Serpent's Path (película)
Serpent's Path (蛇の道 Hebi no michi), es una película de Drama y Thriller Japonés de 1998 dirigida por Kiyoshi Kurosawa.

## Trama
Miyashita, un yakuza de bajo rango, quiere vengarse de los asesinos de su hija. Para conseguir este fin, que a priori le viene demasiado grande, contará con la ayuda de Nijima, un misterioso personaje que aunque no esclarece sus motivos, le prestará toda la ayuda que necesita para emprender su particular caza.

## Reparto
- Shô Aikawa...	Nijima
- Teruyuki Kagawa...	Miyashita
- Shiro Shitamoto
- Hua Rong Weng
- Yûrei Yanagi